# Межзаводской забастовочный комитет (Щецин)

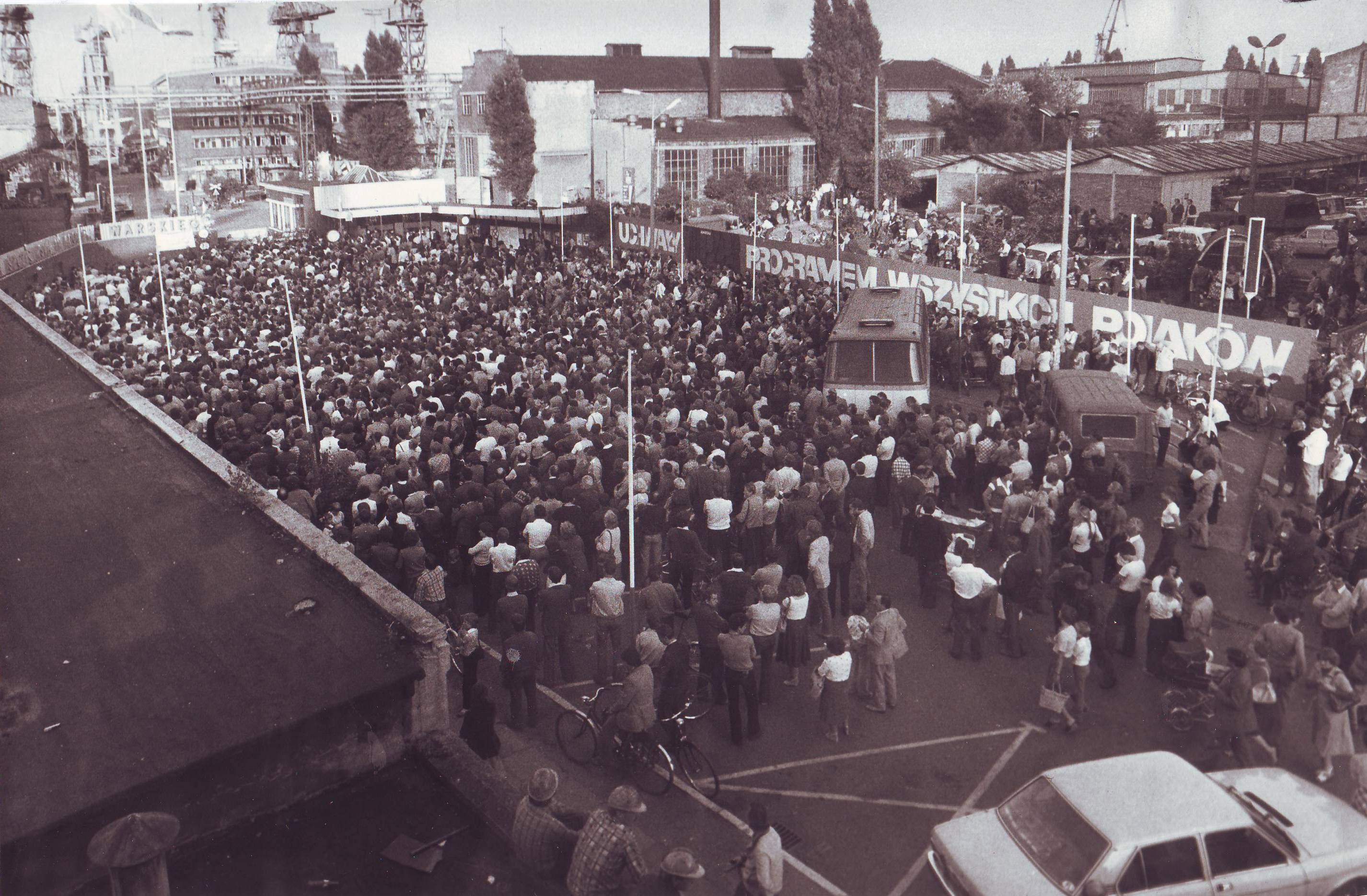
Забастовка на Щецинской судоверфи

Межзаводской забастовочный комитет в Щецине (пол. Międzyzakładowy Komitet Strajkowy w Szczecinie) — координационный орган польского забастовочного движения в Щецинском воеводстве 1980 года. Создан 19 августа 1980 в Щецине на судоверфи имени Варского. Добился от руководства ПОРП и правительства ПНР подписания Щецинского соглашения и признания независимых профсоюзов. Преобразован в Щецинский профцентр Солидарности. Председатель — Мариан Юрчик.

## Начало забастовок
14 августа 1980 началась забастовка на Гданьской судоверфи. 16 августа в Гданьске был создан Межзаводской забастовочный комитет (MKS) под председательством Леха Валенсы. На следующий день бастующие выдвинули 21 требование к руководству правящей компартии ПОРП и правительству ПНР. Вслед за Труймясто забастовочное движение, стремительно охватывая Польшу, перекинулось в Щецин.
К тому времени в Щецине три недели вели интенсивную агитацию активисты Свободных профсоюзов во главе с токарем мотоциклетного завода Polmo Стефаном Козловским. В июле Козловский и работники городского транспортного предприятия Transbud-Szczecin Мечислав Лисовский, Юзеф Игнор, Ян Новак готовили забастовку водителей автобусов — в поддержку рабочих протестов в Люблине. Толчком к протестам явилось введённое с 1 июля повышение цен на продовольствие, особенно мясные продукты.
Первые забастовки в Щецине начались 15 августа. С утра прекратили работу около 120 транспортников. Они потребовали повышения зарплаты и выходной субботы. Вечером того же дня отмечались перерывы в работе на крупнейшем предприятии региона судоверфи имени Варского. 16 августа протест на верфи расширился и организовался. Были сформулированы требования: повышение зарплаты на 2000 злотых, установка памятника рабочим верфи, погибшим в декабре 1970, отмена цензуры, восстановление на работе всех уволенных по политическим мотивам. Это становится известным Службе госбезопасности и доводится до сведения первого секретаря Щецинского воеводского комитета ПОРП Януша Брыха. Однако массовых забастовок ещё не наблюдается.
18 августа 1980 начали забастовку около 500 рабочих судоремонтного предприятия Parnica. Во главе заводского забасткома становятся Стефан Козловский и механик-ремонтник Александр Крыстосяк. Ранним утром Стефан Козловский, Александр Крыстосяк, Тадеуш Поплавский, Збигнев Якубцевич, Малгожата Шейнерт и Томаш Залевский на моторной лодке добираются до судоверфи имени Варского — скоординировать забастовочное движение. Примерно в 10:40 на верфи начинается забастовка. Впоследствии участники событий отмечали важнейшую «толчковую» роль группы с Parnica.
На предприятие прибыл первый секретарь Брых и вместе с директором верфи Станиславом Озимеком вступил в диалог с рабочими. Бастующие выразили солидарность с Гданьским MKS и его требованиями. Практически сразу были подняты и политические вопросы: свобода польской католической церкви, свобода СМИ, отмена цензуры, положение поляков в СССР, правда о Катынском расстреле. Януш Брых, не желая повторять опыт своего предшественника Антония Валашека, занял компромиссную позицию. Он предложил выдвинуть представителей, уполномоченных для переговоров с властями.

## Создание комитета

### Состав
18 августа в 14:00 на верфи начались выборы. В первый состав были избраны завскладом Мариан Юрчик, сварщик Казимеж Пипия, бригадир Людвик Грацель, мастер Ян Лебковский, рабочие Parnica Мария Хмелевская и Ежи Стецкий (все, кроме Юрчика и Хмелевской, были членами ПОРП). Так был создан забастовочный комитет Щецинской судоверфи, носивший характер межзаводского.
Многое определялось фигурой председателя. Мариан Юрчик, сменивший на верфи несколько рабочих профессий (крановщик, пожарный, сварщик, кладовщик) был известен правыми национал-католическими взглядами, непримиримым антикоммунизмом, догматичным классовым мышлением и активным участием в протестах «Щецинской республики» 1970—1971.

Он не притворялся героем или политиком. Он просто сказал: если они выберут тех, кто ему поможет, то и он поддержит, не предаст. Так по-человечески. Такой скромный, один из нас. Все чувствовали его честность. Такого человека нельзя оставлять одного.

Мария Хмелевская

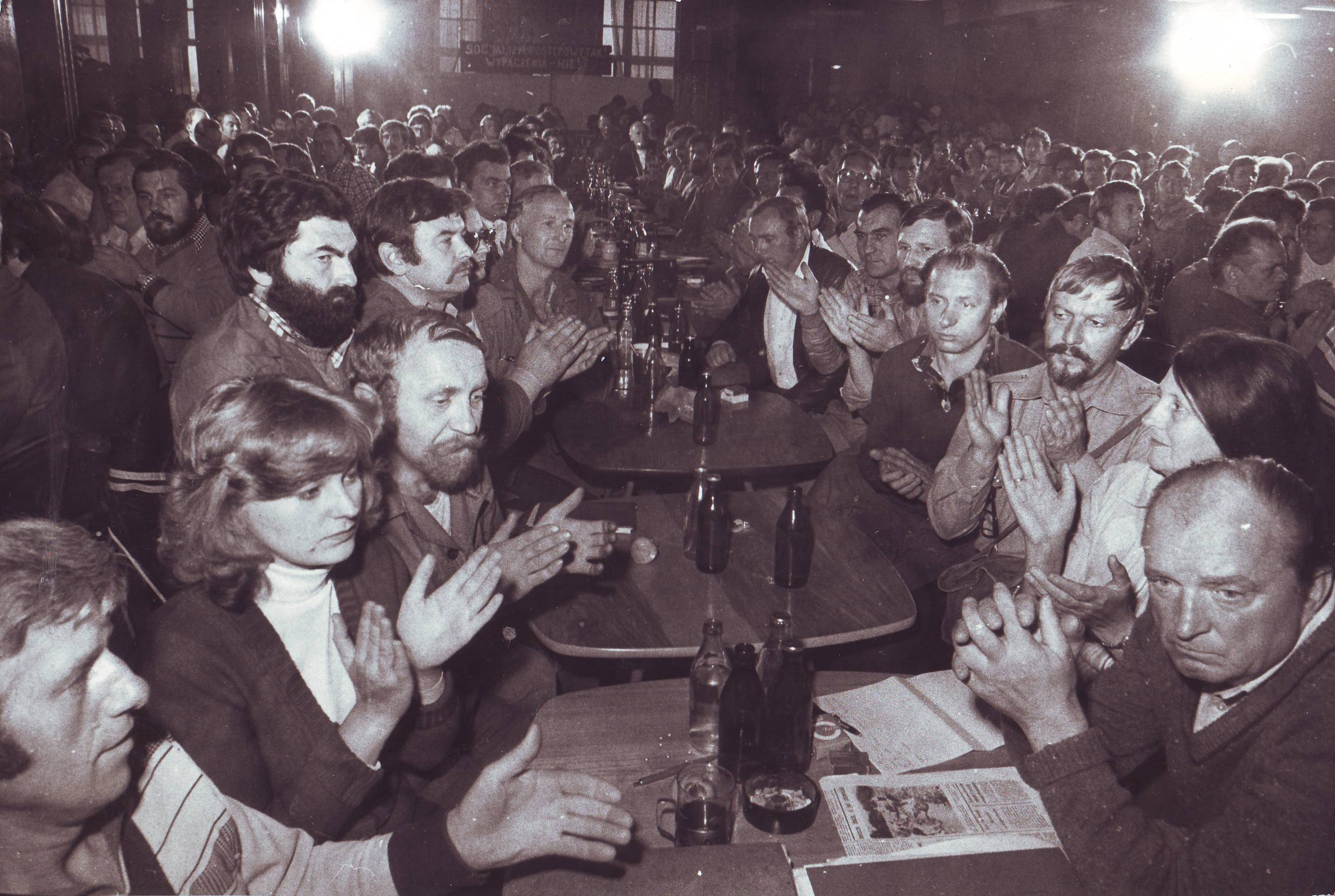
Делегаты забастовочных комитетов

Практически сразу был создан Межзаводской забастовочный комитет (MKS) Щецина — с представительством предприятий различных отраслей и в расширенном составе (двадцать членов). Председателем MKS тоже стал Мариан Юрчик, его заместителями — инженер Казимеж Фишбейн и рабочий Мариан Ющук. Важную роль в комитете играли рабочие активисты Эугениуш Шеркус, Ярослав Мрочек, Станислав Вондоловский, Мечислав Сошиньский, Ян Новак.
MKS приступил к налаживанию организационной и информационной системы. Устанавливались связи с бастующими предприятиями Щецина и воеводства, с забастовочными комитетами соседних регионов (прежде всего Труймяста и Быдгоща). Особо было выдвинуто требование установить телефонную связь с Гданьским MKS. Формировались функциональные отделы и Рабочая гвардия для охраны и патрулирования судоверфи.

### Требования
В ночь на 19 августа комитет разработал свою программу — 36 требований.
- создание свободных профсоюзов, независимых от партии
- улучшение продовольственного снабжения и товарной ситуации на потребительском рынке
- повышение зарплаты на 2000 злотых
- повышение минимальной пенсии до 3000 злотых
- сохранение работникам, повредившим здоровье на рабочем месте, зарплаты не ниже чем на предыдущем месте работы
- трёхлетний оплачиваемый декретный отпуск
- уравнивание зарплат, пенсий и пособий с окладами военных и сотрудников милиции
- широкая публикация международных документов о правах человека и Заключительного акта Хельсинкского совещания
- внесение в Конституцию ПНР права на забастовку
- гарантии от репрессий для участников забастовки и их представителей
- прекращение преследований оппозиционных активистов, предоставление возможности формирования новых политических организаций
- полная свобода польской католической церкви, теле- и радиотрансляции воскресной мессы
- установление мемориала в память жертв декабря 1970 перед воротами судоверфи имени Варского
- отказ от государственных расходов на космические программы, типа полёта Гермашевского, и помощь странам соцориентации
- улучшение медицинского обслуживания, стабилизация снабжения медикаментами, выравнивание потребительских цен по милицейским и военным льготам
- ограничение роста цен, ужесточение контроля над ценами на товары и услуги государственного и частного секторов
- ликвидация закрытых распределителей для аппарата партии, МВД и армии
- запрет коммерческих магазинов, недопущение коммерческих цен
- прекращение продажи высококачественных польских товаров в сети магазинов Pewex
- гласное разъяснение ситуации в стране, привлечение виновных к ответственности
- остановка скрытого роста цен
- лучшее обеспечение судоверфи материалами, необходимыми для производства
- восстановление на работе уволенных за участие в событиях 1970, включая членство в специальных комиссиях
- отмена цензуры
- введение выходного дня в субботу
- публикация правительственной программы решения жилищного вопроса с не более чем пятилетним сроком ожидания жилья
- ограничение срочной службы в армии одним годом, посвящение оставшегося периода работе на благо национальной экономики
- перевод некомпетентных чиновников на более низкие, а не на аналогичные должности
- объективная оценка количества избыточных рабочих мест для «белых воротничков»
- включение конструкторского бюро в структуру судоверфи для сокращения административных расходов
- увеличение командировочных надбавок
- прекращение оплаты из средств верфи обучения в партийных школах
- объединение «Карты рабочего верфи» с «Картой шахтёра».
- распространение льгот «Карты рабочего верфи» на сотрудников иностранных компаний, работающих на верфи.
- выплата зарплаты за время забастовки из профсоюзных фондов
- публикация в прессе требований, выдвинутых забастовщиками

В общем и целом эти пункты совпадали с гданьским документом MKS. Однако щецинские требования носили более жёсткий и идеологизированно антикоммунистический характер.
21 требование гданьского MKS получили всемирную известность. Этого нельзя сказать о 36 требованиях щецинских забастовщиков. Впоследствии Юрчик объяснял такое различие недостаточным вниманием щецинцев к прессе, особенно иностранной.

## Комиссия и переговоры
Во второй половине дня 19 августа в Щецин прибыла правительственная комиссия во главе с председателем Совмина ПНР Эдвардом Бабюхом и вице-премьером Казимежем Барциковским. Именно Барциковский с самого начала взял на себя руководство правительственной стороной. Это назначение не было случайным — в январе 1971 Барциковский уже вёл на Щецинской судоверфи переговоры с забастовочным комитетом Эдмунда Балуки (в котором состоял и Мариан Юрчик).
Около полутора суток комиссия выдерживала паузу. Тем временем 20 августа первый секретарь воеводского комитета ПОРП Януш Брых, Щецинский воевода Генрик Каницкий и президент (мэр) Щецина Ян Стопира выступили с обращением к горожанам. Представляясь скромными чиновниками, озабоченными исключительно проблемами городского хозяйства, они описывали грядущую катастрофу в случае продолжения забастовки и призывали жителей Щецина вернуться на рабочие места. Обращение не нашло отклика у бастующих.

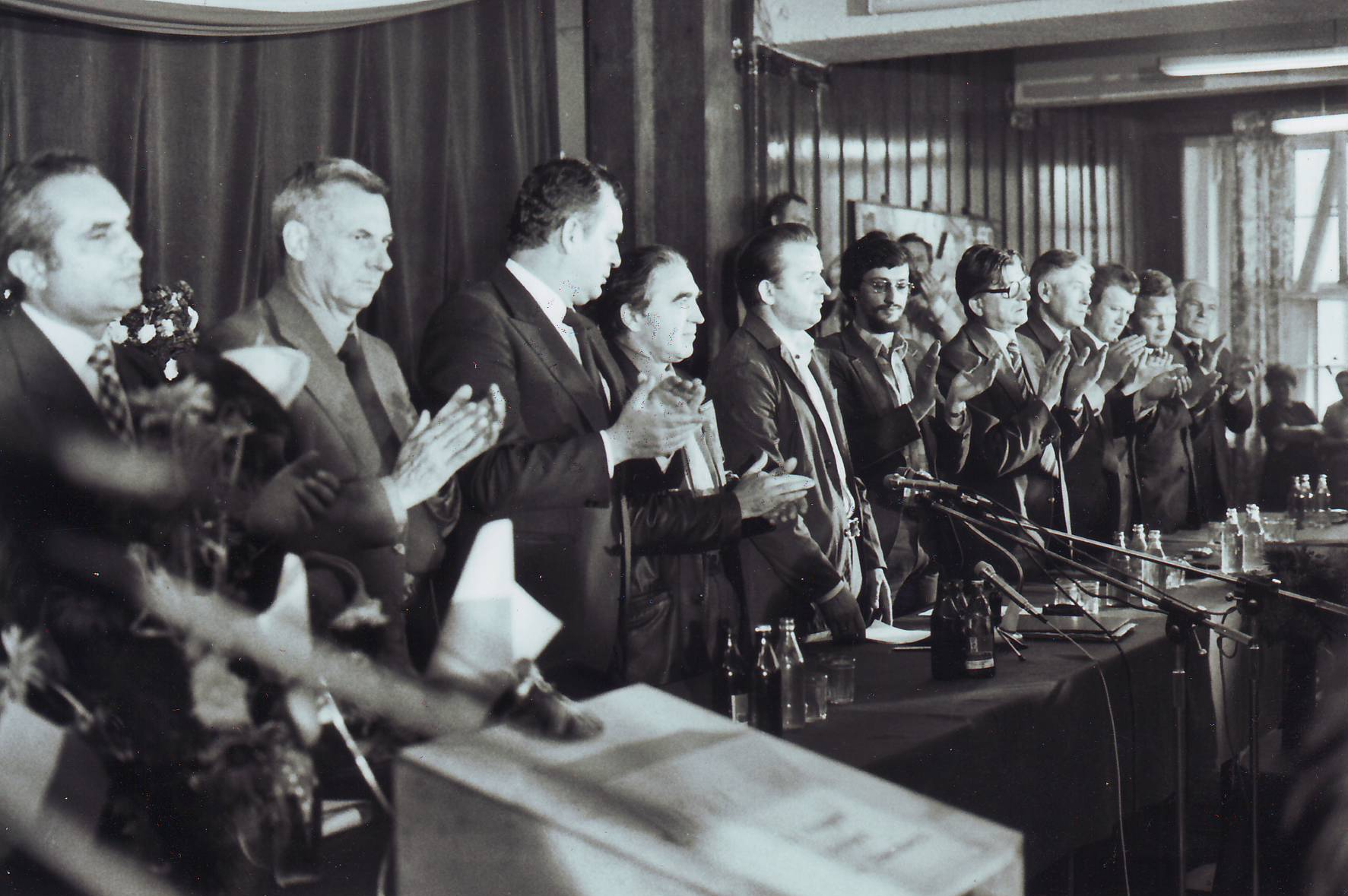
MKS и правительственная комиссия

21 августа начались переговоры правительственной комиссии с Межзаводским забастовочным комитетом. Продвигались они сложно. Опытный политик Барциковский, имитируя конструктивность диалога, гораздо меньше шёл на уступки, чем вице-премьер Ягельский на гданьских переговорах с Валенсой.
Барциковский уже понимал, что создания новых профсоюзов предотвратить не удастся. Но он ставил двойную задачу: как можно быстрее прекратить забастовки и заранее закрепить партийный контроль над рабочим движением. Для этого вице-премьер, соглашаясь в принципе на социальные требования MKS, всячески старался ограничить политические тезисы. Он умело пользовался и первоначальным отказом Юрчика от сотрудничества с диссидентской интеллигенцией. Быстро сформированная по инициативе Барциковского совместная юридическая комиссия интерпретировала тезисы MKS в правительственном ключе. Но манёвры вице-премьера наталкивались на жёсткость идеологизированной позиции Юрчика.
24 августа стало известно о крупных переменах в правительстве ПНР: отставке премьер-министра Эдварда Бабюха, назначении председателем Совмина Юзефа Пиньковского. Но это не произвело большого впечатления на забастовщиков и совершенно не прибавило доверия к властям.
Забастовка продолжала шириться. 25 августа произошёл прорыв: за день в MKS вступили около 40 предприятий, общее число достигло 180 (к концу месяца — около 300, среди них структурообразующие — судоверфь имени Варского, Parnica, Transbund, судоремонтный завод Gryfia, машиностроительный завод Farmabud, электроэнергический комплекс Dolna Odra, металлургический завод Huta Szczecin, военно-техническое предприятие Metalexport). Идеологическое оснащение забастовки носили однозначный и демонстративный характер — национальные флаги, изображения Ченстоховской Божией Матери, портреты Папы Римского Иоанна Павла II, католические мессы.
Делегация Щецинского MKS во главе с Вондоловским посетила Гданьск для согласования позиций. Были подтверждены совместные требования: свободные профсоюзы и гарантии безопасности забастовщикам Опыт сотрудничества Гданьского MKS с интеллигенцией впечатлил Юрчика. Он согласился на подключение экспертов к работе комитета. 27 августа в Щецин приехала группа поддержки, которую возглавлял Януш Корвин-Микке. Однако время было уже упущено.
26 августа Политбюро ЦК ПОРП в принципе согласилось на создание новых независимых профсоюзов. 29 августа совместная экспертная группа юристов представила участникам щецинских переговоров Правовое заключение, в котором допускалось создание независимых профсоюзов «при соответствии Конституции, законам и международным конвенциям, подписанным ПНР». В соответствии с этим фиксировался «социалистический характер» профсоюза как обязательное условие.
В тот же день премьер Пиньковский в телефонном разговоре с Брыхом спросил о возможности силового восстановления контроля над портовым комплексом Щецина. Брых ответил, что силовой вариант возможен, но сопряжён с «большой дракой, как в декабре 1970». Первый секретарь дал понять, что не согласен с таким решением.
Барциковский обратился к епархиальному епископу Казимежу Майданьскому. Он вновь говорил о необходимости немедленного прекращения забастовки и рекомендовал воздействовать на MKS. Епископ выполнил пожелание вице-премьера. Поздно вечером 29 августа Майданьский встретился с Мрочеком и Ющуком, попросив их быстрее сворачивать акцию. При этом он сослался и на позицию примаса Польши кардинала Стефана Вышинского. Для глубоко верующего католика Юрчика мнение церковных иерархов было чрезвычайно значимо (на чём явно строился расчёт Барциковского).

## Щецинское соглашение

### Пункты
30 августа было подписано соглашение между Щецинским MSK и правительством ПНР. Он содержало следующие договорённости:
- признание «самоуправляемых профсоюзов социалистического характера в соответствии с Конституцией ПНР»
- преобразование забастовочных комитетов в новые профсоюзные комитеты, функционирующие по правилам, определённым Конвенцией № 87 Международной организации труда
- разработка правительственной программы обеспечения продовольствием и её обнародование к 31 декабря 1980
- особая программа снабжения мясными продуктами с возможным введением карточной системы
- постепенное повышение зарплаты всем категориям трудящихся
- обнародование уровня прожиточного минимума
- повышение минимальных пенсий с 1 января 1981
- сохранение зарплаты на уровне последнего места работы для лиц с подорванным здоровьем, внесение соответствующих изменений в трудовое законодательство ПНР
- определение пособия на трёхлетний декретный отпуск до 31 декабря 1980
- уравнивание зарплат на производстве с окладами в армии и милиции
- публикация государственными издательствами международных документов о правах человека и хельсинкского Заключительного акта
- гарантия от репрессий участникам забастовок и политическим активистам — за исключением лиц, «совершивших общеуголовные преступления» или «нанесших вред социалистической системе и государственным интересам ПНР»
- восстановление на работе уволенных за участие в забастовках прежних лет — при индивидуальном порядке рассмотрения заявлений администрацией и профкомами предприятий
- налаживание диалога государства с католической церковью
- установление мемориальной доски в память погибших в декабре 1970 года у главных ворот судоверфи до 17 декабря 1980 (10-летие кровопролития)
- улучшение системы здравоохранения, унификация цен на медикаменты, бесплатное снабжение лекарствами пенсионеров, железнодорожников и военнослужащих
- контроль над потребительскими ценами в государственном и частном секторе
- уравнивание условий снабжения через внутренние сети предприятий и учреждений
- прекращение продажи дефицитных польских товаров в магазинах Pewex
- подготовка публичного разъяснение кризисной ситуации и причин её возникновения, оперативное реагирование впредь на любые злоупотребления
- улучшение снабжения сырьём и материалам всех государственных и кооперативных производств
- подготовка к 30 ноября 1980 предложений по ограничению цензуры
- разработка к 31 декабря 1980 программы введения выходных суббот
- подготовка правительственной программы решения жилищного вопроса, гарантирующей не более чем пятилетний период ожидания
- согласие правительства на перевод некомпетентных управленцев на более низкие должности
- увеличение социальных пособий с 1 января 1981
- ограничение контингента направляемых на учёбу за счёт предприятий
- подготовка изменений в устав Щецинской судоверфи к 31 декабря 1980
- выплаты компенсаций участникам забастовки
- публикация текста соглашения в местных СМИ и Польском агентстве печати
- формирование совместной комиссии из представителей правительства, MKS и воеводских властей для контроля за выполнением соглашения
- возобновление работы на предприятиях, представленных в MKS, «скорейшее восполнение ущерба, нанесённого народному хозяйству»

Со стороны MKS соглашение подписали председатель комитета Мариан Юрчик, его заместители Казимеж Фишбейн и Мариан Ющук; со стороны правительства — вице-премьер Казимеж Барциковский, кандидат в члены Политбюро секретарь ЦК ПОРП Анджей Жабиньский, первый секретарь Щецинского воеводского комитета ПОРП Януш Брых.

### Оценки
Щецинское соглашение было подписано на день раньше всемирно известного гданьского документа. (Этот факт создал впоследствии напряжённость между Юрчиком и Валенсой: гданьский лидер называл опережающее подписание «ударом в спину», щецинский лидер считал несправедливым всеобщее внимание ко второму документу за счёт первого.) Но в значительной степени этот факт объяснялся целенаправленным ускорением со стороны Барциковского, использовавшего все возможные рычаги влияния и воздействия. Позиции вице-премьера сильно укрепились — он оказался первым партийно-государственным функционером, добившимся прекращения забастовки.
Подписанный первым из Августовских соглашений, раньше Гданьского, Ястшембского и Катовицкого, Щецинский акт оказался наименее успешным для забастовщиков. Барциковский настоял на формулировке «самоуправляемые профсоюзы» вместо «независимые самоуправляемые» — это открывало простор для юридического манипулирования. Гарантии безопасности участникам и сторонникам забастовки не были безусловными, но сопровождались оговорками касательно «преступлений», трактовать которые можно было с большим расширением. Свобода информации и агитации определялась лишь в пределах «более широкого доступа» (ранее практически отсутствовавшего). Речь шла уже не об отмене партийной цензуры, а лишь об «ограничении». Восстановление на работе уволенных в каждом случае рассматривалось в индивидуальном порядке. Принятые социально-экономические требования, несмотря на зафиксированные сроки, формулировались весьма расплывчато. Впоследствии Юрчик не раз заявлял о невозможности какого бы то ни было доверия к ПОРП и каких-либо договорённостей с номенклатурой.
Причиной такого оборота являлось не только политическое искусство Барциковского. Юрчик целенаправленно дистанцировался от диссидентской интеллигенции. В Щецине влияние диссидентов на рабочую среду было ниже, чем в Труймясто. Однако главный результат — легализация новых профсоюзов — всё же был достигнут. Также достижением стало установление мемориального знака погибшим в 1970.

## Профцентр «Солидарности»

### Развитие
17 сентября делегация Щецинского MKS во главе с Марианом Юрчиком участвовала в учреждении независимого самоуправляемого профсоюза Солидарность. Юрчик стал членом всепольской комиссии «Солидарности». В первых числах июня и июля 1981 прошло общее собрание забастовочных комитетов Западной Померании, учредившее Щецинский профцентр «Солидарности». Председателем был избран Мариан Юрчик, его заместителями — Александр Крыстосяк и Станислав Вондоловский. Видную роль в руководстве играли электрик с химического завода Полице Станислав Коцян, юрисконсульт профсоюза Анджей Мильчановский, Ежи Зимовский, лидер Щецинской воеводской структуры Сельской Солидарности фермер Артур Балаж, многие другие активисты.
Щецинский профцентр «Солидарности» был одним из самых радикальных в стране. Планы Барциковского подчинить или коррумпировать (через устройство банкетов, оплату межгородских поездок и т. д.) потерпели полную неудачу. На сентябрьском совещании в Политбюро ЦК ПОРП секретарь Щецинского воеводского комитета Казимеж Цыпрыняк говорил о «боевых тройках», созданных профцентром «Солидарности» на Щецинской судоверфи. Реальность была далека от этих опасений, но сам факт такого утверждения многое говорил о Щецинской «Солидарности». Показательно, что уже 7 ноября представитель «партийного бетона» Цыпрыняк сменил на посту первого секретаря компромиссно настроенного Брыха.
Щецинская «Солидарность» активно участвовала в забастовочном движении, проводила многотысячные митинги и демонстрации, выступая с жёстко антикоммунистических позиций. Юрчик обвинял власти в невыполнении Августовских соглашений. Он негативно воспринял приход генерала Войцеха Ярузельского на пост премьер-министра. Согласие на предложение Ярузельского «90 спокойных дней» Щецинский профцентр обсуловил прекращением всех видов политических преследований. Во время Быдгощского кризиса Юрчик полностью поддерживал Яна Рулевского и его товарищей, призывал к всеобщей забастовке, обвинял в постоянных обманах делегацию ПОРП и персонально вице-премьера Мечислава Раковского. Щецинская судоверфь была одним из центров всепольской предупредительной забастовки 27 марта 1981. С воеводским комитетом ПОРП и ортодоксально-коммунистической группировкой RSK велась полемика в предельно жёсткой тональности. Выступая в октябре на мебельной фабрике в Тшебятуве Юрчик заявил: «Мы выгоним коммунистов с предприятий. Пусть они дома распространяют свою партийную идеологию. Может быть, придётся даже установить пару виселиц. Этих зверей следует держать в клетках».
Для Мариана Юрчика были характерны пролетарский популизм и очень жёсткое классовое сознание. Номенклатуру ПОРП он воспринимал как классового врага, с которым идёт непримиримая классовая борьба. Даже в легальной деятельности он ориентировался на опыт силовой конфронтации 1970—1971 годов, приобретённый в иной исторической ситуации. При этом — в чём можно усмотреть даже некоторый парадокс — идеология Юрчика основывалась на католическом социальном учении и солидаризме. Профцентр тесно сотрудничал с костёлом. В то же время Юрчик так и не преодолел настороженности в отношении интеллигенции. Он негативно относился он к таким советникам профсоюза, как Яцек Куронь, Адам Михник, Бронислав Геремек, Тадеуш Мазовецкий, считал, что представители интеллигенции, особенно левых взглядов (как Куронь, Михник или Кароль Модзелевский) стараются «вырвать „Солидарность“ у рабочих и использовать в своих социалистических целях». Все эти черты заметно отражались на курсе Щецинского профцентра, формируя то, что получило название Щецинской традиции.
Важнейшим направлением деятельности Щецинского профцентра «Солидарности» являлось создание и развитие органов производственного самоуправления. Эти структуры курировал Эугениуш Шеркус, близкий Юрчику по типу личности и политическому опыту. Рабочие советы были созданы практически на всех промышленных предприятиях Щецина. Они происходили из структур «Солидарности», но не дублировали профсоюзных функций, а претендовали на жизнеобеспечение и производственное развитие предприятий. Активисты организовывали патрули для борьбы с хулиганством, продовольственное снабжение, систему помощи малоимущим. 
По замыслу, рабочее самоуправление охватывало всю Польшу и совмещалось с территориальным. Всепольскую координацию должен был осуществлять Общественный совет народного хозяйства. Интересно, что в этой концепции сходились правый консерватор Юрчик и левый социалист Модзелевский.
Развитие самоуправления профцентр считал главным методом общественной активизации масс. Это способствовало оттоку из ПОРП молодых членов партии. Зачастую они позиционировались как социал-демократы и сближались с «Солидарностью». Ещё заметнее эта тенденция проявлялась в местных организациях Демократической и Объединённой крестьянской партий. 100-тысячным тиражом выходил в Щецине бюллетень Jedność — первый печатный орган независимого профсоюза.
Особенности Щецинского профцентра были замечены в СССР. «Литературная газета» посвятила Мариану Юрчику специальный критический очерк под названием «Вешатель». Газета «Правда» уже в 1982 описывала следующим образом: «Главарём щецинской „Солидарности“ был Юрчик, который орал на митингах, будто Советский Союз „искусственный друг Польши“… По ночам в штаб-квартире „рабочего профсоюза“ устраивались дикие пьяные оргии…»
На I съезде «Солидарности» в октябре 1981 Мариан Юрчик выдвинул свою кандидатуру в председатели профсоюза. Он изложил программу Щецинского профцентра, в которой главное место занимало развитие производственного и территориального самоуправления. При этом выступление щецинского профлидера отличалось особенно жёсткой антикоммунистической риторикой. За Юрчика проголосовали около четверти делегатов (201 человек), он занял второе место после Леха Валенсы.

### Обострение
В октябре 1981, после пленума ЦК ПОРП, щецинский воеводский комендант милиции полковник Зенон Тшциньский получил из МВД запечатанный пакет с указанием открыть при возникновении чрезвычайных обстоятельств (наступивших через два месяца). Списки на интернирование готовились в комендатуре уже в январе 1981. Были разосланы соответствующие инструкции начальникам мест лишения свободы. 1 декабря 1981 полковника Тшциньского сменил на посту воеводского коменданта полковник Ярослав Верниковский, изначально связанный с органами госбезопасности. Ещё раньше Януша Брыха сменил на посту воеводского первого секретаря Казимеж Цыпрыняк, а с мая — настроенный на жёсткую линию Станислав Мискевич. Взятый руководством ПОРП курс на силовое подавление отражался в Щецинском регионе.
Щецинский профцентр «Солидарности» принял конфронтацию с ПОРП и потребовал свободных выборов в сейм и местные советы 31 мая 1982. При отказе властей объявлялась всеобщая забастовка. Демонстративной акцией стала голодовка на Щецинской судоверфи членов независимого профсоюза сотрудников милиции. На декабрьском общем рабочем собрании Щецинской судоверфи имени Варского была принята резолюция:

Мы решительно отбрасываем идею Фронта национального согласия и требуем, чтобы на период до свободных выборов власть была передана Общественному совету народного хозяйства.

### Столкновение
13 декабря 1981 в Польше было введено военное положение. «Солидарность», включая Щецинский профцентр, подверглась репрессиям. Лидеры Щецинского MKS и профцентра — Мариан Юрчик, Станислав Вондоловский, Станислав Коцян, Ежи Зимовский, Артур Балаж, Анджей Тарновский — интернированы приказом Верниковского уже в ночь на 13 декабря. Несколько дней продолжалась забастовка Щецинской судоверфи, которая стала центром профсоюзного сопротивления всей Западной Померании. Во главе забастовки стояли инженер-технолог Мечислав Устасяк и Анджей Мильчановский. После подавления основные предприятия заняты армией и ЗОМО и подверглись милитаризации.
Подпольные структуры Щецинской «Солидарности» продолжали действовать. Координаторами выступали рабочие судоверфи Гжегож Дурский, Мариан Цембровский, Януш Ружицкий, Мария Зажицкая, Зыгмунт Томяк, транспортник Роман Самплавский, портовый рабочий Юзеф Ковальчук, служащая кооперативного объединения Spolem Алина Крыстосяк, ксёндз-капеллан профсоюза Вальдемар Щуровский, судоремонтник Рышард Кустра и ряд других активистов. Они формировали подпольные ячейки, поддерживали между ними связи, организовывали акции протеста, распространяли листовки и нелегальные брошюры. Уличные протесты в Щецине отличались особой яростью, во время майских протестов 1982 произошли столкновения с ЗОМО, была сожжена гостиница. Поддерживался контакт с Академическим движением сопротивления Марека Адамкевича. С 1984 основным организатором подпольных структур «Солидарности» стал вышедший из тюрьмы Мильчановский.
Мариан Юрчик вскоре после освобождения в конце 1982 был вторично арестован. Готовился политический процесс над «экстремистами из „Солидарности“». Однако, опасаясь политических осложнений, власти воздержались от проведения процесса. Оппозиционерам было предложено эмигрировать, но все, в том числе Юрчик, ответили отказом.

### Восстановление
Воссоздание «Солидарности» в Щецине пришлось на 1988—1989 годы. Однако Мариан Юрчик, несмотря на свою известность и популярность, уже не являлся основным лидером протестов в Щецине. Эта роль перешла к сторонникам Валенсы — профсоюзному юристу Анджею Мильчановскому и портовому работнику-активисту Эдварду Радзевичу. Щецинским центром забастовочного движения 1988 впервые стала не судоверфь имени Варского, а другие предприятия, прежде всего морской порт — где действовали ячейки «Солидарности», организованные при координирующем участии Мильчановского.
Юрчик резко осудил переговоры в Магдаленке. Договорённости Валенсы с Ярузельским, Кищаком и Раковским он посчитал «сговором с коммунистами» и «изменой рабочему делу». Противоречия перерастали в серьёзный конфликт. Валенса и Мильчановский убеждали Юрчика отойти от политики и даже эмигрировать — на том основании, что он слишком «засвечен» и не соответствует новому этапу борьбы. Юрчик отвечал категорическим отказом. Отношения всё более напрягались. Юрчик даже не был приглашён к участию в Круглом столе — хотя, в отличие от тайных магдаленских контактов, готов был участвовать в публичных переговорах.
Щецинскую «Солидарность» конца 1980-х, на этапе восстановления, возглавляли Анджей Мильчановский (организатор и стратег) и Эдвард Радзевич (основной вожак забастовки). Мильчановский, Радзевич, Балаж, почтовый работник и фермер Пётр Баумгарт, библиотекарь Пшемыслав Фенрих представляли профцентр на Круглом столе. В ноябре 1989 было избрано новое руководство: председателем стал Радзевич, его заместителем и преемником — работник судоверфи Лонгин Комоловский.

## Щецинская традиция
По инициативе Мариана Юрчика в июне 1989 на съезде в Щецине был учреждён профсоюз Солидарность 80. Идеи и программные принципы «Солидарности 80» продолжали традицию Щецинского MKS: классовые приоритеты рабочего протеста, христианский солидаризм, социальный католицизм, непримиримый антикоммунизм.
В 1996, после внутреннего конфликта и раскола, Юрчик и его сторонники учредили Национальный независимый самоуправляемый профсоюз «Солидарность 80». В новом профсоюзе подчёркивается почётное лидерство Юрчика (после его кончины — верность его заветам) и приверженность Щецинской традиции.
В Третьей Речи Посполитой Мариан Юрчик был сенатором Польши, дважды избирался президентом Щецина. Депутатами сейма Польши, сенаторами, министрами, видными правыми политиками, общественными и профсоюзными деятелями стали Станислав Вендоловский, Станислав Коцян, Эугениуш Шеркус, Александр Крыстосяк, Стефан Козловский, Ежи Зимовский, Артур Балаж, Мария Хмелевская, Владислав Чижевский, Гжегож Дурский, Алина Крыстосяк, многие другие представители Щецинской «Солидарности». До конца жизни Юрчик призывал следовать идеалам Августа 1980, которые для него в наибольшей степени олицетворялись Щецинской профсоюзной традицией.